# Dysphonie
La dysphonie (ou enrouement) est une altération objective ou subjective du support sonore de la parole se traduisant par l'atteinte isolée ou combinée des trois paramètres acoustiques de la voix qui sont la hauteur, l'intensité et le timbre.

## Causes chirurgicales
Les causes principales d'une dysphonie sont constitués par des troubles fonctionnels, des altérations organiques ou des atteintes neurologiques. 

### Dysphonie fonctionnelle
- Forçage vocal
- Nodule
- Polype
- Enrouement psychosomatique

La dysphonie spasmodique est un trouble de la voix qui apparaît vers 40-50 ans. La personne semble ne plus pouvoir contrôler le tonus de sa voix et parle de manière saccadée. On ignore s'il s'agit d'un trouble purement psychosomatique ou d'un problème sous-jacent de tonus musculaire au niveau du larynx, du pharynx ou des cordes vocales déclenché par un stress. Le traitement repose sur une rééducation orthophonique (décontraction, contrôle respiratoire, phonation en douceur), et souvent sur une injection de toxine botulinique dans les cordes vocales.
- Laryngite

### Dysphonie organique
- Laryngite chronique
- Tumeur bénigne
- Carcinome
- Anomalie congénitale

### Dysphonie neurologique
Une paralysie laryngée peut provenir d'une atteinte du nerf vague (X) ou du nerf laryngé récurrent, une de ses branches motrices qui innerve les cordes vocales.

## Traitement
Le traitement est fonction de la cause.
Les personnes dysphoniques peuvent être prises en charge par des orthophonistes. Il s'agit souvent mais pas uniquement de personnes utilisant la voix dans leur métier, comme les enseignants.